# Тіньова економіка в Україні
Тіньова економіка в Україні — сукупність видів економічної діяльності, заборонених законодавством України, або тих, які з різних причин не враховані у офіційній статистиці. За інформацією Міністерства економічного розвитку і торгівлі України рівень тіньової економіки, обчислений за методом «витрати населення — роздрібний товарообіг», становив у 2012 р. приблизно 45% ВВП. Витрати населення на придбання товарів і послуг становили 1179,1 млрд гривень, тоді як офіційно зареєстрований оборот роздрібної торгівлі становив лише 804,3 млрд гривень. Оцінки рівня тіньової економіки, залежно від методології, свідчать, що як мінімум чверть української економіки знаходиться у тіні.

## Характеристика
Основні види тіньової діяльності в Україні:
- проведення готівкових операцій без обліку;
- приховування доходів або перебільшення видатків;
- виплати нелегальної заробітної плати ;
- заниження ціни акцій корпорації (при оформлені продажу контрольного пакету);
- хабарі, «відкати»;
- відмивання коштів;
- підпільне виробництво;
- незаконна господарська діяльність;
- шахрайство;
- «чорні ринки» (незаконні ринки збуту).

## Причини
Основними причинами високого рівня тінізації української економіки є неефективний інституціональний базис регулювання підприємництва та незадовільні умови здійснення підприємницької діяльності, зокрема:
- недієвість механізмів антикорупційного законодавства;
- неефективність функціонування судової та правоохоронної системи;
- неефективне адміністрування податків;
- суперечливість та дублювання законодавчої та нормативно-розпорядчої бази в окремих секторах;
- високий рівень злочинності;
- відсутність історичної практики дотримання норм та моральних стандартів законослухняної поведінки під час ведення господарської діяльності та сплати податків у суб'єктів господарювання та громадян.

Ситуація з інституційним розвитком України визнана ключовою проблемою експертами Всесвітнього економічного форуму, яка призводить до низької конкурентоспроможності та високої тінізації української економіки. За компонентою «Інститути» Україна у 2011 р. посіла у рейтингу 134 місце з 183 країн. Надзвичайно низькими оцінками опитані експерти відзначили ситуації у сфері захисту прав міноритарних власників (138 місце), ефективності законодавчих органів в регуляторній сфері (138 місце), захисту прав власності (135 місце), незалежності судової влади (134), тягаря державного регулювання (125), довіри до правоохоронних органів (122), організованої злочинності (116), прозорості державної політики (114).
За показником легкості здійснення підприємницької діяльності у 2011 році Україна посіла 149 рейтингову позицію серед 183 країн світу, і характеризувалася низькою ефективністю оподаткування (181 місце), складністю процедур одержання дозволів на будівництво (180), реєстрацію власності (166).

## Оцінка обсягів
Існує декілька підходів до оцінки рівня тінізації економіки України, результати яких радикально відрізняються. За розрахунками
Державної служби статистики України обсяг «невидимої» економіки (яка безпосередньо не спостерігається) становив у 2 половині 2000-х від 15 до 18% ВВП. Хоча методологія оцінки цього показника гармонізована з міжнародними стандартами, його значення сприймається експертами дещо заниженим.
Відповідно до розрахунків Міністерства економічного розвитку та торгівлі України, обсяг тіньової економіки України у 2004–2011 р. знаходився у діапазоні від 28 до 39% ВВП. Цей показник розраховується різними методами, що дозволяє враховувати розбіжності між доходами та витратами населення, динамікою готівки в обігу та обсягами виробництва, використанням електроенергії та обсягами виробництва, а також динамікою цін факторів виробництва, готової продукції та рентабельністю виробництва.
За даними іноземних дослідників рівень тінізації української економіки є ще вищим. Згідно з розрахунками професора Лінцського університету Фрідріха Шнайдера, якими користуються у своїй роботі Світовий банк та Міжнародний валютний фонд, частка тіньової економіки в Україні становила у 2011 р. 44,1% від офіційного ВВП, що є найвищим показником у Європі.
Оцінка частки тіньового сектору економіки України, % ВВП:
| рік  | оцінка за методикою Держкомстату | метод «витрати населення — роздрібний товарообіг» | електричний метод | монетарний метод | метод збитковості підприємств | метод сукупного попиту — сукупної пропозиції | оцінка проф. Фрідріха Шнайдера |
| ---- | -------------------------------- | ------------------------------------------------- | ----------------- | ---------------- | ----------------------------- | -------------------------------------------- | ------------------------------ |
| 2004 | 18,9                             | 33,5                                              | 28,0              | 29,5             | 25,0                          | 39,0                                         | 49,0                           |
| 2005 | 18,1                             | 46,5                                              | 28,0              | 25,0             | 24,0                          | 37,0                                         | 48,0                           |
| 2006 | 17,3                             | 40,5                                              | 27,5              | 24,5             | 23,5                          | 33,5                                         | 47,0                           |
| 2007 | 15,5                             | 38,0                                              | 27,0              | 26,0             | 24,0                          | 34,5                                         | 47,0                           |
| 2008 | 15,1                             | 40,0                                              | 26,0              | 38,0             | 30,0                          | 35,5                                         | 46,0                           |
| 2009 | 16,1                             | 45,0                                              | 35,0              | 40,5             | 31,0                          | 30,0                                         | 46,0                           |
| 2010 | 16,5                             | 44,0                                              | 37,0              | 30,0             | 31,0                          | 33,0                                         | 45,0                           |
| 2011 | 16,0                             | 44,0                                              | 37,5              | 27,0             | 31,5                          | 34,0                                         | 44,1                           |

Станом на 01.11.2022 року, за оцінками Мінекономіки, рівень тіньової економіки у 2021 році зріс на 2 відсоткові пункти порівняно з аналогічним періодом 2020 року і становив 32% ВВП, причому два методи з чотирьох показали підвищення (електричний та монетарний), тоді як два – зниження (метод "витрати" населення - роздрібний обіг" та метод збитковості підприємств). 

## Тіньова зайнятість
За оцінками Міжнародної організації праці, рівень тіньової зайнятості в Україні становить близько 9% зайнятого населення. Крім того, специфікою тінізації ринку праці в Україні є поширеність комбінованих форм оплати праці, які передбачають часткову виплату заробітної плати «у конвертах». 